# Ємець Алла Іванівна
Алла Іванівна Ємець (нар. 7 квітня 1970, Київ) — українська вчена у галузях клітинної біології та генної інженерії, член-кореспондент Національної академії наук України (2015), професор (2013), доктор біологічних наук (2011), входить до першого складу Наукового комітету Національної ради України з питань розвитку науки і технологій (2017), лауреатка державної премії України в галузі науки і техніки (2011) і премії Президента України для молодих вчених (2005), заслужений діяч науки і техніки України (2020), завідувачка відділу клітинної біології та біотехнології Інституту харчової біотехнології та геноміки НАН України. Авторка понад 400 наукових праць, зокрема 10 монографій. Має високі наукометричні показники, станом на початок 2021 року: індекс Гірша 17 у Scopus (926 цитувань у 612 документах) і 23 у Google Scholar (1739 цитувань).

## Життєпис
У 1992 році закінчила кафедру клітинної біології та генетичної інженерії біологічного факультету Київського університету. Того ж року поступила до аспірантури на цій же кафедрі, після закінчення якої у 1996 році захистила кандидатську дисертацію. Після аспірантури з 1995 року працювала в Інституті клітинної біології та генетичної інженерії НАН України. 2009 року перейшла у Інститут харчової біотехнології та геноміки НАН України, де відтоді очолює відділ клітинної біології та біотехнології. У 2010 році захистила докторську дисертацію, в 2013 році отримала звання професора, 2015 року обрана членом-кореспондентом НАН України. 30 травня 2017 року обрана членом Наукового комітету Національної ради України з питань розвитку науки і технологій при Кабінеті Міністрів України.